# Challenge Bibendum

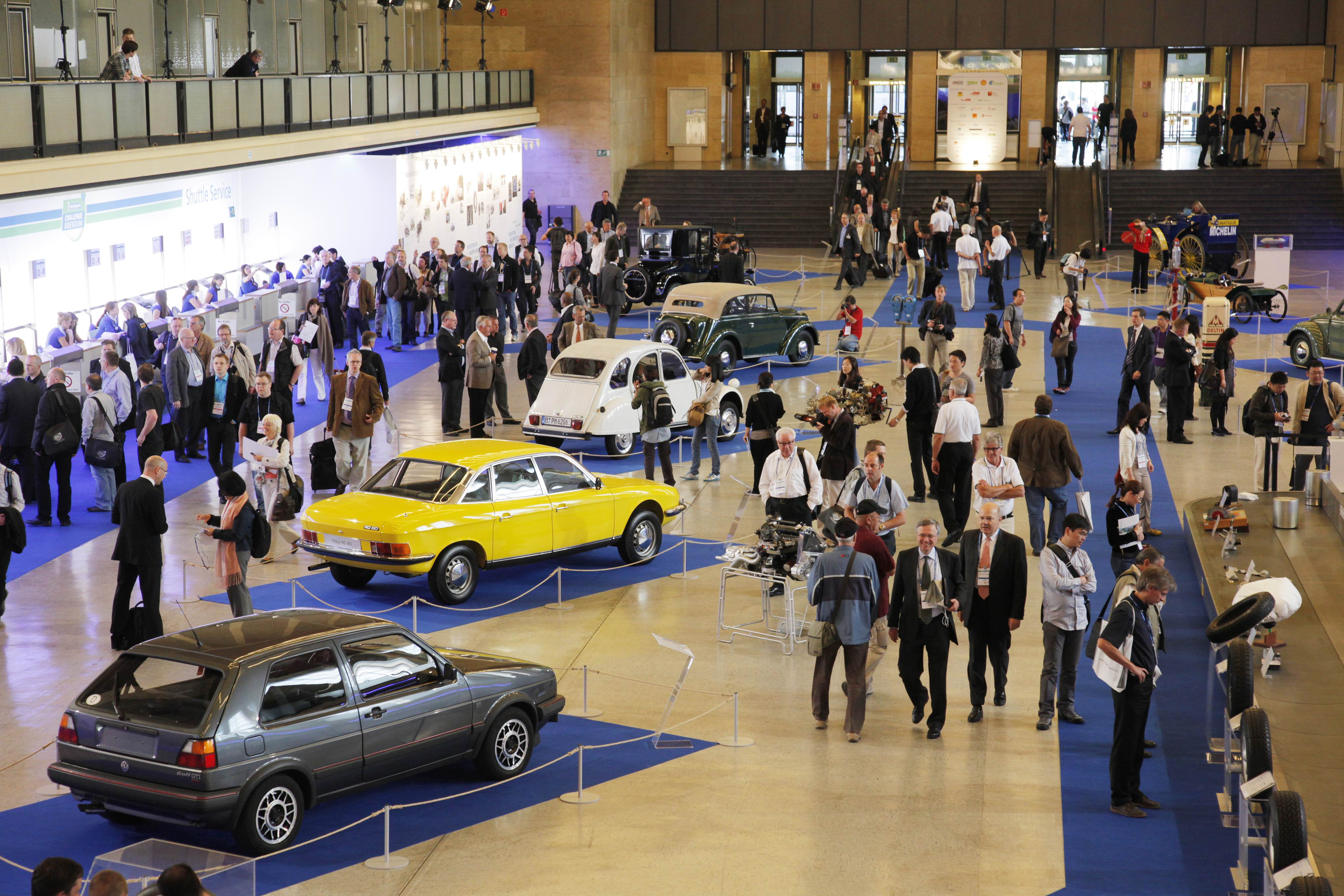
Área de inscrição para visitantes e exposição “125 anos de história automotiva”, Michelin Challenge Bibendum 2011

Michelin Challenge Bibendum é um evento promovido anualmente pela fabricante francesa de pneus Michelin que visa ao desenvolvimento da mobilidade sustentável.

## Locações
O evento já foi realizado nas seguintes cidades:
- 2010 Rio de Janeiro, Brasil
- 2007 Shanghai, China
- 2006 Paris, França
- 2005 Kyoto, Japão
- 2004 Shanghai, China
- 2003 Sonoma, Califórnia
- 2002 Heidelberg, Alemanha
- 2001 Fontana, Califórnia
- 2000 Clermont-Ferrand, França
- 1998 Clermont-Ferrand, França